# Debden (Metropolitano de Londres)
Debden é uma estação do Metropolitano de Londres. É uma das 14 estações fora da Grande Londres tarifada pelo Travelcard. A estação está localizada na vila de Loughton, no distrito de Epping Forest em Essex. A estação é servida pela Linha Central.

## História
A estação foi originalmente inaugurada em 24 de abril de 1865 pela Great Eastern Railway como parte de uma extensão do ramal Loughton da ferrovia para Epping e Ongar. Inicialmente chamado Chigwell Road, logo foi renomeado em 1 de dezembro de 1865 como Chigwell Lane, mas permaneceu uma parada de plataforma única nos primeiros anos de sua vida. Foi o cenário para a balada vitoriana The Chigwell Stationmaster's Wife, a estação Chigwell não foi aberta até 1903.
Chigwell Lane foi uma das várias estações do GER que tiveram uma suspensão temporária dos serviços de passageiros, devido à necessidade de economia durante a Primeira Guerra Mundial. A estação foi fechada a partir de 22 de maio de 1916 até 3 de fevereiro de 1919. Como consequência da Railways Act de 1921, a GER foi fundida com outras empresas ferroviárias em 1923 para formar parte da London & North Eastern Railway (LNER).
Como parte do New Works Programme, 1935-1940, o ramal da LNER foi transferido para o Metrô de Londres, para fazer parte da extensão leste da linha Central. Embora o trabalho tenha começado em 1938, foi suspenso após a eclosão da Segunda Guerra Mundial em 1939 e o trabalho só recomeçou em 1946. British Railways (BR, sucessora da LNER após nacionalização em 1948) os serviços a vapor foram substituídos por serviços elétricos de passageiros da linha Central em 25 de setembro de 1949. A partir da entrega, a estação foi renomeada Debden. Os serviços de mercadorias da British Railways continuaram a ser operados no ramal por anos depois.